# أبراهام وولف
أبراهام جوزيف بن سيمون وولف ميتز (بالإيطالية: Abraham Joseph ben Simon Wolff Metz)‏، كان عالم رياضيات يهودي في برلين.